# Grb Malavija
Grb Malavija je službeno usvojen 6. srpnja 1964. na dan proglašenja nezavisnosti od Ujedinjenog Kraljevstva. 
Grb je temeljen na prijašnjem grbu Nyasalanda. Lav s lijeve i leopard s desne strane pridržavaju štit koji je podijeljen na tri dijela. U donjem dijelu štita prikazano je izlazeće sunce koje simbolizira rađanje slobode u Africi. U sredini je lav, dok plave valovite crte pri vrhu predstavljaju jezero Malavi. Iznad štita su viteška kaciga i orao, a ispod je prikazana planina Mlanje te vrpca s državnim geslom Unity and Freedom (»Jedinstvo i sloboda«).

## Vanjske poveznice
- Grb Malavija